# Franciszek Kamocki
Franciszek Kamocki (ur. 16 sierpnia 1871 w Warszawie, zm. 10 listopada 1933 w Łodzi) – polski heraldyk i weksylolog.
Z wykształcenia i zawodu był handlowcem. Z zamiłowania oddał się studiom heraldycznym i weksylologicznym. 

## Wybrane publikacje
- Dziwolągi heraldyczne, Warszawa: nakł. aut. 1916 (wyd. 2 - Sandomierz: Wydawnictwo Armoryka 2016).
- O proporcach, banderach, sztandarach i kokardach, Warszawa: nakł. aut. 1917.
- Geneza dwu godeł w herbie Łada, Warszawa: nakł. aut. 1925.